# Nephelodes adusta
Nephelodes adusta är en fjärilsart som beskrevs av John S. Buckett 1973. Nephelodes adusta ingår i släktet Nephelodes och familjen nattflyn. Inga underarter finns listade i Catalogue of Life.